# 温岭话
温岭话，属于吴语台州片，是台州话的一种代表性地方语言，是温岭市区在内的5个街道、11个镇通行的语言，北与路桥、椒江、黄岩，南与玉环共四个台州辖区语言相通，但也存在部分语音词汇差异。
狭义的温岭话使用人口约120万，占吴语使用人口总数的2.4%，不包括其他同级辖区内的台州话。

## 溫嶺話特征及声调
温岭话有八个声调，五度标记法的温岭话声调详见台州话声调表。
温岭话的声调在吴语地区中总体偏于低沉，上扬的调较少，整体上给人以沉稳柔顺的听觉感受。
温岭话的入声脱落-t、-p、-k，但是保留声门闭塞音，它在国际音标中的符号是⟨ʔ⟩，在X-SAMPA中的符号是 ⟨ʔ⟩。本文标注温岭话读音时，为照顾罗马化和无需专业研究语言者之观感，采用添加/h/在尾部表示入声，而不是区分清浊音的清音标记[h]。例如：温岭话杀甲（厉害）读音标为/səh-gjəh/。
作为吴语的一支，温岭话较好地保留了古汉语的浊音系统。参照浊音的国际音标标记，本文在需要浊化的声母上添加上标[ɦ]，并在元音开头的音节前以上方一撇做分隔。例如温岭话“哪里”作“咸横/'ɦæ24wɦaang41/”或“何横/'gæ24wɦaang31/或/'ga:42wɦaang31（市区内极不常见读音）/”。值得注意的是，温岭话“𠝹”有切割的含义，在读音方面具有微妙的差异：组成名词时“𠝹刀（菜刀）”读/ga:33dɔ:33/，没有出现浊音；而在动词语境下“𠝹物事（切东西）”读/gɦa:42 məh1-zz1/，在动词中出现明显浊音。
温岭话内部存在一些便于辨识的语音差异。第一，普通话拼音中“ou”结尾的词汇，在主城区（以下简称城）内多以/ə:/结尾呈现于方言对应词汇中，而在泽国镇、大溪镇(以下简称镇)，则对应以/jɒ/结尾，且未见明显浊化。例如：
- 上头（上面）：城音/zɦɔ:ŋ33dɦə:24/ ,镇音/zɦɔ:ŋ33djɒ:24/
- 豆腐（豆腐）：城音/dɦə:24 vɦu:55/ ,镇音/djɒ24 wɦu:55/
- 走路（走路） ：城音/tsɦə:42lɦu:33/ ,镇音/dʒjɒ42lɦu:33/
- 扣晌（刚才，正字未考证）：城音/tʃjə55ʃɦjaːŋ31/ ,镇音/tʃjɔ:55ʃɦjaːŋ31/

## 语言价值
温岭话的词汇具有北通沪宁、南近闽粤的特征。温岭话与浙江吴语中的“给人教训/惩戒”同作“柴畀尔喫（/zɦa:42 bəh3 ŋ31 chwɒh1/(直译为柴给你吃)）”；与上海吴语中“东西”同作“物事/məh1-zz1/”；与粤语中“下雨”同作“落雨（粤拼lok6 jyu 2， 温岭话/lwɒh-jyu31/）”、“菜刀”同作“𠝹刀(粤拼gaai3 dou1，温岭话/ga:33dɔ:33/)”、“舒服”分别作“佗佻”（粤拼taa1tiu4）和“佻佗”(温岭话/dɦjɔ:1ta:55/)并提供了吴语南北演变联系的重要语音线索（例如吴语地区通用第三人称“渠”，类粤语“佢”,在温岭读作/ge33/，往北在宁波读作/tsi:/，再往北在上海，第三人称变成/i:/，上海的第三人称被广泛认为是对应正字“伊”，但不排除声母往北不断颚化、脱落演变的可能性）。此外，还有一些特别的词汇，例如詈语常见词汇“阿乌卵/'ɦa:wɦu:lɦʊœ/”，通行于台州话南台小片。
温岭话在语序上保留吴越地区古代语言的语序特征，与今天中国国家通用语言普通话存在明显差异，与南方沿海地区语言语序保持了高相似度，对于古汉语研究具有待发掘的价值。
台湾境内的大陈新村部分大陈义胞，系国民党大陆时期内战失利，而随国军撤离大陈至台湾的大陈人，今大陈岛行政区划属台州，与温岭话具有同宗同源的历史联系。在两岸分治后对于同种语言在两地的不同发展的研究，对于汉语发展研究亦是较由意义的项目，在保护本土语言的历史进程中有待开展。

### 正字困境
由于分散在各地的彼此不同的吴语并没有像粤语、闽南语一样的统战价值，也没有官方的任何有效实质的保护机制，随着外来人口的涌入及人员的流动，新生代尤其是2000年以后接受教育的世代已经开始说受普通话影响而畸变的温岭话（例如，“垃圾”的温岭话/ləh1-səh42/，在“普通话化”的过程中逐渐演变成/la:tsi/,即靠近普通话拼音“lājī”，入声完全消失且读音完全改变；“一共”的温岭话/jəh dʒjuŋ33/正在被同化为/jəh gong33/）。这一趋势甚至导向年轻世代只会听不会讲的境地。
在语言正在流失的过程中，正字研究也零星散碎。一些语文学者通过比对《说文解字》中的切韵和日常温岭话的读音，作出基于个人的正字判断。但这些判断大多是独立考证作出的，没有经过学者之间的互相探讨。因此，存在不同学者对同一温岭话词汇提出不同正字的情形，例如“/gəh/”在温岭话中作相当于“的”解释，有学者使用“箇（竹字头加固字）”，有的则借用粤语中常见的字“嘅”来表达，但最常见于生活的是以简体的“个”来代拟/gəh/声。 
网络中传播的所谓温岭话正字，通常以“一半正字一半拟声”的形态混杂出现在大众视野中，对于正字研究来说，既是继续发展的动力所在，也是存在诸多不足和空白亟待填补的证明。

### 现存主要正字及语料
部分语料和正字资料见于中国各大网络平台。其中正字部分的博主语音可能不属于温岭片区而接近玉环片区，可能存在明显的部分更存古未颚化读音，如“晓叻爻”（晓得了）温岭话读/ʃjɔ:42 ləh 'ɦɔ:5/，但玉环片区保留更古老的音/hjɔ:42 ləh 'ɦɔ:5/。此外部分地区可能也存在古音，例如“跂起”（站起来）温岭话读/tsi:42chi1/，但有存古区域读作/gi:42 ki1/。